# Bedey und Thoms Media
Die Bedey und Thoms Media GmbH ist eine Verlagsgruppe mit Sitz in Hamburg. Bis 2019 firmierte sie als Diplomica Verlag GmbH.

## Geschichte
Die Verlagsgruppe, die heute 18 Bereiche umfasst, ging aus dem 1996 von Björn Bedey gegründeten E-Commerce-Unternehmen Diplomarbeiten Agentur diplom.de hervor, das die kostenlose Veröffentlichung von wissenschaftlichen Abschlussarbeiten mit ISBN-Vergabe anbot.
Im Verlag werden seit 2001 Fachbücher und andere wissenschaftliche Texte publiziert und über den stationären und den Online-Buchhandel angeboten. Weiterhin gehören zur Verlagsgruppe der Diplomica Fachverlag, der als Self-Publishing-Plattform Dienstleiter für Selbstpublikationen ist, der Disserta Verlag, der fabula Verlag, anchor academic publishing und bachelor + master publishing.
Im Jahr 2008 kamen mit dem Imprint Acabus Verlag die Bereiche Belletristik, Literatur und Sachbuch hinzu. Dort sind beispielsweise die Autoren Andreas Artur Reichelt, Michael E. Vieten, Markus Walther und Karsten Flohr unter Vertrag. Der 1987 gegründete Igel Verlag mit dem Schwerpunkt deutschsprachige Literatur der literarischen Moderne von 1890 bis 1933 wurde im Jahr 2009 in die Verlagsgruppe integriert. Über den ebenfalls 2009 gegründete disserta Verlag können Promotionen und Schriftreihen aus Hochschulen ohne Druckkostenzuschuss publiziert werden. Der im Jahr 2010 gegründete Severus Verlag veröffentlicht redaktionell begleitete Neuauflagen von wissenschaftlichen Titeln aus den letzten Jahrhunderten. 2019 übernahm Bedey Media  den Frankfurter Belletristik-Verlag Dryas.
2021 nannte sich die Bedey Media GmbH in Bedey und Thoms Media GmbH um.
Das Unternehmen umfasst:
- Acabus Verlag: Zeitgenössische Literatur, Historische Romane
- Charles Verlag: Stars und Sternchen, Humor, Bildbände
- Dryas: Britische Krimis, viktorianische Verbrechen
- Edition Krimi: Krimi, Thriller, Nervenkitzel
- Fabula: Neue Bühne für Klassiker
- Fehnland Verlag: Regionalia, Unterhaltungsliteratur
- Kadera Verlag: Typisch norddeutsch!
- Lindwurm: Fantasy[12]
- Plan9: Science Fiction
- Servus: Neuauflage antiquarischer Bücher
- Anchor Academic Publishing: Internationale Fachliteratur
- Bachelor Master Publishing: Bachelor- und Masterarbeiten
- Größenwahn Verlag: Gegenwartsliteratur von Autoren entlang der Via Egnatia, deutsche Literatur des 21. Jahrhunderts, Politik und politische Satire, Kochbücher und Queer-Literatur[13]

Die Verlage sind Mitglieder im Börsenverein des Deutschen Buchhandels.